# 이진삼
이진삼(李鎭三, 1937년 2월 10일 ~ )은 대한민국의 군인이자 정치인이다. 본관은 용인으로 이일 장군의 후손이다.

## 생애
이진삼은 1937년 2월 10일에 충청남도 부여에서 태어났다. 1959년에 육군사관학교를 15기로 졸업하며 군 생활을 시작하였고 현역 대위 시절인 1967년에 동료들과 3번의 북파 활동으로 북한군 33명을 사살하는 작전을 수행하기도 하였다. 또한 특전사 참모장 재직 당시 한국의 군사 무술인 특공무술을 고안한 인물로도 널리 알려져 있다.
2008년에 자유선진당에 입당하여 제18대 총선에 출마하였고 부여군·청양군에서 한나라당의 김학원 후보를 누르고 당선되었다. 이후 국회 국방위 위원으로 활동하였고 자유선진당의 최고위원과 전당대회 의장을 지냈다. 이후 제19대 총선에서는 당의 공천을 받지 못하여 탈당하고 무소속으로 출마하였으나 4위로 낙선하였다. 이후 2013년에 실시된 부여군·청양군 재보궐선거에 무소속 출마를 선언하였으나 그해 4월 5일에 후보 등록을 하지 않고 정계를 은퇴하였다.

## 학력
- 1949년 은산국민학교 졸업
- 1952년 부여중학교 졸업
- 1955년 부여고등학교 졸업
- 1959년 육군사관학교 15기 학사
- 1961년 육군보병학교 졸업
- 1966년 육군대학 졸업
- 1971년 국방대학원 행정학 석사
- 1978년 서울대학교 행정대학원 행정학(석사과정 수료)
- 1981년 동국대학교 행정대학원 행정학 석사

## 경력
- 제28대 육군참모총장
- 제2대 체육청소년부 장관
- 자유선진당 최고위원
- 국회 국방위원회 위원
- 자유선진당 전당대회 의장
- 2022.12 ~ : 국민의힘 책임당원 전국연대 고문
- 사단법인 대한노인회 고문

## 가족 관계
- 동생 이진백 역시 장성급 장교였다.

## 역대 선거 결과
|  | 55.37% |

|  | 5.92% |